# Tour mondial d'athlétisme
Le Tour mondial d'athlétisme de l'IAAF (en anglais : IAAF World Athletics Tour ) était une série de meetings d'athlétisme organisés de 2005 à 2009 et régis par l'IAAF.
À partir de la saison 2010, le World Athletics Tour est remplacé par le circuit de la Ligue de diamant et de l'IAAF World Challenge.

## Meetings
Le format des meetings du Tour mondial a changé avec les années. Suivant les résultats des meetings, ceux-ci ont changé de catégories, le tableau montre ces évolutions.
Des points sont attribués aux athlètes selon leurs performances au cours de ces meetings et un classement dans chaque discipline est publié.
Légende
- GL : IAAF Golden League
- SGP : IAAF Super Grand Prix
- GP : IAAF Grand Prix
- GP2 : IAAF Grand Prix 2
- GPF : IAAF Grand Prix Final
- WAF : IAAF World Athletics Final

| #  | Meeting                                     | Ville             | Pays           | 1998 | 1999 | 2000 | 2001 | 2002 | 2003 | 2004 | 2005 | 2006 | 2007 | 2008 | 2009 |
| -- | ------------------------------------------- | ----------------- | -------------- | ---- | ---- | ---- | ---- | ---- | ---- | ---- | ---- | ---- | ---- | ---- | ---- |
| 1  | ISTAF                                       | Berlin            | Allemagne      | GL   | GL   | GL   | GL   | GL   | GL   | GL   | GL   | GL   | GL   | GL   | GL   |
| 2  | Bislett Games                               | Oslo              | Norvège        | GL   | GL   | GL   | GL   | GL   | GL   | GL   | GL   | GL   | GL   | GL   | GL   |
| 3  | Golden Gala                                 | Rome              | Italie         | GL   | GL   | GL   | GL   | GL   | GL   | GL   | GL   | GL   | GL   | GL   | GL   |
| 4  | Weltklasse Zürich                           | Zurich            | Suisse         | GL   | GL   | GL   | GL   | GL   | GL   | GL   | GL   | GL   | GL   | GL   | GL   |
| 5  | Mémorial Van Damme                          | Bruxelles         | Belgique       | GL   | GL   | GL   | GL   | GL   | GL   | GL   | GL   | GL   | GL   | GL   | GL   |
| 6  | Meeting Areva                               | Saint-Denis       | France         | GP   | GL   | GL   | GL   | GL   | GL   | GL   | GL   | GL   | GL   | GL   | GL   |
| 7  | Meeting Herculis                            | Monte-Carlo       | Monaco         | GL   | GL   | GL   | GL   | GL   | WAF  | WAF  | WAF  | SGP  | SGP  | SGP  | SGP  |
| 8  | Athletissima                                | Lausanne          | Suisse         | GP   | GP   | GP   | GP   | GP   | SGP  | SGP  | SGP  | SGP  | SGP  | SGP  | SGP  |
| 9  | Aviva London Grand Prix                     | Londres           | Royaume-Uni    | GP   | GP   | GP   | GP   | GP   | SGP  | SGP  | SGP  | SGP  | SGP  | SGP  | SGP  |
| 10 | DN Galan                                    | Stockholm         | Suède          | GP   | GP   | GP   | GP   | GP   | SGP  | SGP  | SGP  | SGP  | SGP  | SGP  | SGP  |
| 11 | Qatar Athletic Super Grand Prix             | Doha              | Qatar          | GP2  | GP   | GPF  | GP   | GP   | -    | SGP  | SGP  | SGP  | SGP  | SGP  | SGP  |
| 12 | Meeting de Gateshead                        | Gateshead         | Royaume-Uni    | GP2  | GP2  | GP2  | GP2  | GP   | SGP  | SGP  | SGP  | GP   | GP   | GP   | GP   |
| 13 | Meeting d'Athènes                           | Athènes           | Grèce          | -    | GP2  | GP   | GP   | GP   | SGP  | SGP  | SGP  | GP   | GP   | GP   | GP   |
| 14 | Golden Spike Ostrava                        | Ostrava           | Tchéquie       | -    | -    | -    | -    | -    | SGP  | SGP  | SGP  | GP   | GP   | GP   | GP   |
| 15 | Meeting d'athlétisme de Madrid              | Madrid            | Espagne        | -    | -    | -    | -    | -    | SGP  | SGP  | SGP  | GP   | GP   | GP   | GP   |
| 16 | Prefontaine Classic                         | Eugene            | États-Unis     | GP   | GP   | GP   | GP   | GP   | GP   | GP   | GP   | GP   | GP   | GP   | GP   |
| 17 | Osaka Grand Prix                            | Osaka             | Japon          | GP   | GP   | GP   | GP   | GP   | GP   | GP   | GP   | GP   | GP   | GP   | GP   |
| 18 | Grande Premio Brasil Caixa de Atletismo     | Rio de Janeiro    | Brésil         | GP   | GP   | GP   | GP   | GP   | GP   | GP   | GP   | GP   | GP   | GP   | GP   |
| 19 | Melbourne Track Classic                     | Melbourne         | Australie      | GP2  | GP2  | GP2  | GP2  | GP   | GP   | GP   | GP   | GP   | GP   | GP   | GP   |
| 20 | Meeting d'Hengelo                           | Hengelo           | Pays-Bas       | GP2  | GP2  | GP2  | GP2  | GP   | GP   | GP   | GP   | GP   | GP   | GP   | GP   |
| 21 | Meeting de Rieti                            | Rieti             | Italie         | GP2  | GP2  | GP2  | GP2  | GP   | GP   | GP   | GP   | GP   | GP   | GP   | GP   |
| 22 | Mémorial Hanžeković                         | Zagreb            | Croatie        | -    | -    | GP2  | GP2  | GP   | GP   | GP   | GP   | GP   | GP   | GP   | GP   |
| 23 | Meeting international d'athlétisme de Dakar | Dakar             | Sénégal        | -    | -    | -    | -    | -    | -    | -    | -    | GP   | GP   | GP   | GP   |
| 24 | Meeting de New York                         | New York          | États-Unis     | -    | -    | -    | -    | -    | -    | -    | -    | -    | GP   | GP   | GP   |
| 25 | Shanghai Golden Grand Prix                  | Shanghai          | Chine          | -    | -    | -    | -    | -    | -    | -    | -    | -    | GP   | GP   | GP   |
| 26 | Helsinki Grand Prix                         | Helsinki          | Finlande       | GP2  | GP2  | GP2  | GP2  | GP   | GP   | -    | GP   | GP   | -    | -    | -    |
| 27 | Gran Premio Diputación                      | Séville           | Espagne        | GP2  | GP2  | GP2  | GP2  | GP   | GP   | GP   | GP   | -    | -    | -    | -    |
| 28 | Zipfer Gugl Grand Prix                      | Linz              | Autriche       | GP2  | GP2  | GP2  | GP2  | GP   | GP   | GP   | GP   | -    | -    | -    | -    |
| 29 | Slovnaft                                    | Bratislava        | Slovaquie      | GP2  | GP2  | GP2  | GP2  | GP   | GP   | -    | -    | -    | -    | -    | -    |
| 30 | Mémorial Znamensky                          | Joukovski (ville) | Russie         | -    | -    | -    | -    | -    | GP   | GP   | GP   | -    | -    | -    | -    |
| 31 | Meeting international de Thessalonique      | Thessalonique     | Grèce          | -    | -    | -    | -    | -    | GP   | GP   | GP   | -    | -    | -    | WAF  |
| 32 | VTB Bank World Athletics Final              | Stuttgart         | Allemagne      | -    | -    | -    | -    | -    | -    | -    | -    | WAF  | WAF  | WAF  | -    |
| 33 | Palo Alto Meeting                           | Palo Alto         | États-Unis     | -    | -    | -    | GP   | GP   | GP   | GP   | GP   | -    | -    | -    | -    |
| 34 | Meeting du Conseil général de la Martinique | Fort-de-France    | France         | -    | -    | -    | -    | -    | GP   | GP   | GP   | -    | -    | -    | -    |
| 35 | Notturna di Milano                          | Milan             | Italie         | -    | -    | -    | -    | -    | GP   | GP   | GP   | -    | -    | -    | -    |
| 36 | Mémorial Primo-Nebiolo                      | Turin             | Italie         | -    | -    | -    | -    | -    | GP   | GP   | GP   | -    | -    | -    | -    |
| 37 | Meeting Lille-Métropole                     | Villeneuve-d'Ascq | France         | -    | -    | -    | -    | -    | GP   | GP   | GP   | -    | -    | -    | -    |
| 38 | Mémorial Josef-Odložil                      | Prague            | Tchéquie       | -    | -    | -    | -    | -    | GP   | GP   | GP   | -    | -    | -    | -    |
| 39 | KBC Night of Athletics                      | Zolder            | Belgique       | -    | -    | -    | -    | -    | GP   | GP   | GP   | -    | -    | -    | -    |
| 40 | Grande Premio Rio de Atletismo              | Rio de Janeiro    | Brésil         | -    | -    | -    | -    | -    | -    | GP   | GP   | -    | -    | -    | -    |
| 41 | Engen Grand Prix                            | Pretoria          | Afrique du Sud | GP2  | GP2  | GP2  | GP2  | GP   | -    | -    | -    | -    | -    | -    | -    |
| 42 | Meeting Nikaïa                              | Nice              | France         | GP   | GP   | GP   | GP   | -    | -    | -    | -    | -    | -    | -    | -    |
| 43 | Adidas Oregon Track Classic                 | Portland          | États-Unis     | -    | -    | -    | GP2  | GP   | GP   | GP   | -    | -    | -    | -    | -    |
| 44 | US Open Meet                                | St. Louis         | États-Unis     | GP   | GP   | -    | -    | -    | -    | -    | -    | -    | -    | -    | -    |
| 45 | Meeting de L'Humanité                       | St. Denis         | France         | GP2  | GP2  | -    | -    | -    | -    | -    | -    | -    | -    | -    | -    |
| 46 | Weltklasse de Cologne                       | Cologne           | Allemagne      | -    | GP   | -    | -    | -    | -    | -    | -    | -    | -    | -    | -    |
| 47 | Pontiac Grand Prix Invitational             | Raleigh           | États-Unis     | -    | -    | GP   | -    | -    | -    | -    | -    | -    | -    | -    | -    |
| 48 | Finale du Grand Prix IAAF à Moscou          | Moscou            | Russie         | GPF  | -    | -    | -    | -    | -    | -    | -    | -    | -    | -    | -    |
| 49 | Finale du Grand Prix IAAF à Munich          | Munich            | Allemagne      | -    | GPF  | -    | -    | -    | -    | -    | -    | -    | -    | -    | -    |
| 50 | Meeting international Mohammed-VI           | Rabat             | Maroc          | -    | -    | -    | -    | -    | -    | -    | -    | -    | -    | -    | -    |
| 51 | Colorful Daegu Meeting                      | Daegu             | Corée du Sud   | -    | -    | -    | -    | -    | -    | -    | -    | -    | -    | -    | -    |
| 52 | Jamaica International Invitational          | Kingston          | Jamaïque       | -    | -    | -    | -    | -    | -    | -    | -    | -    | -    | -    | -    |
| 53 | Golden Grand Prix de Kawasaki               | Kawasaki          | Japon          | -    | -    | -    | -    | -    | -    | -    | -    | -    | -    | -    | -    |